# Игра их жизней (фильм, 2005)
«Игра их жизней» (англ. The Game of Their Lives) — американский фильм режиссёра Дэвида Анспо, вышедший 22 апреля 2005. Фильм рассказывает о выступлении сборной США по футболу на чемпионате мира 1950 года в Бразилии — в частности, о легендарной победе 1:0 над сборной Англии — и о жизнях игроков и тренеров той команды. Фильм снят по одноимённой книге Джеффри Дугласа. На DVD фильм был выпущен под названием «Чудо-матч» (The Miracle Match).

## В главных ролях
- Джерард Батлер — Фрэнк Борги, вратарь сборной США
- Уэс Бентли — Уолтер Бар, полузащитник сборной США
- Джей Родан — Фрэнк Уоллас, нападающий сборной США
- Гэвин Россдэйл — Стэнли Мортенсен, нападающий сборной Англии
- Костас Мэндилор — Чарли Коломбо, полузащитник сборной США
- Луис Мэндилор — Джино Париани, нападающий сборной США
- Закери Ти Брайан — Харри Кио, защитник сборной США
- Джимми Жан-Луис — Джо Гатьенс, нападающий сборной США
- Ричард Дженик — Джо Мака, защитник сборной США
- Нельсон Варгас — Джон Соуза, нападающий сборной США
- Нину Да Силва — Эд Соуза, нападающий сборной США
- Джон Харкс — Эд Макилвенни, защитник сборной США
- Билл Смитрович — адмирал Джон Хиггинс
- Терри Кинни — Дент Макскимминг, журналист
- Патрик Стюарт — Дент Макскимминг в старости
- Джон Рис-Дэвис — Уильям «Билл» Джеффри, главный тренер сборной США

## Съёмки
Книга Дугласа вышла в 1996 году. Права на экранизацию фильма выкупил продюсер Питер Ньюмэн в ноябре того же года, однако ввиду недостатка средств переподал права Филиппу Аншютцу, одному из организаторов MLS. Аншютц хотел повысить интерес американцев к футбольному первенству и уговорил Анжело Пиццо написать сценарий, а Дэвида Энспо заняться съёмками фильма. Энспо сначала отказывался от съёмок, опасаясь, что новая картина не будет лучше, чем ранее снятые фильмы «Команда из штата Индиана» и «Руди», а фильм о футболе никого не заинтересует в США. А вот Анжело Пиццо выразил согласие и для консультации привлёк тренера футбольной команды «Индиана Хужерз» Джерри Йигли, расспросив его о матче США — Англия на чемпионате мира.
Съёмки фильма начались в сентябре 2002 года и проходили в Сент-Луисе: несколько доживших до тех времён игроков сборной США, которые участвовали в чемпионате мира, побывали на съёмках. Основным критерием для участия в съёмках были футбольные навыки: Джерард Батлер, хотя играл вратаря, продемонстрировал хорошие навыки (единственным крупным исключением стал Уэс Бентли). Консультантом фильма был Эрик Виналда, бывший нападающий сборной США и участник трёх чемпионатов мира. В фильме также снялся полузащитник сборной США Джон Харкс, участник двух чемпионатов мира и Олимпийских игр 1988 года. Наконец, в фильме небольшую роль тренера сыграл Гленн Париани, сын Джино Париани. К несчастью, ввиду небольшого бюджета не удалось снять множество сцен, рассказывающих о жизнях игроков сборной.

## Сюжет
Фильм основан на реальной истории футбольной команды США 1950 года, которая, несмотря ни на что, обыграла Англию со счётом 1: 0 в городе Белу-Оризонти, Бразилия, во время чемпионата мира по футболу 1950 года. История о семейных традициях и увлечениях, сформировавших игроков, составивших команду аутсайдеров. Одна группа товарищей по команде была из района Хилл в Сент-Луисе, штат Миссури. Другая группа прибыла из района Корки-Роу в Фолл-Ривер, штат Массачусетс.

## Выход на экраны и реакция критиков
Фильм был снят кинокомпанией IFC Films и вышел на экраны кинотеатров 22 апреля 2005. Однако в прокате он провалился, собрав всего $388,998 по всему миру, причём 97 % сборов поступили из США. Критики также негативно оценили фильм: веб-сайт Rotten Tomatoes дал оценку фильму всего в 26 % на основе 35 отзывов, а средняя зрительская оценка составила всего 4,6 баллов из 10. Сайт Metacritic поставил оценку в 47 % на основе 13 рецензий. Критик Роджер Эберт оценил фильм в «полторы» звезды из четырёх возможных, назвав фильм «вялым и бездушным, который больше походит на панегирик, а не на приключенческий фильм».

## Ошибки и неточности в фильме
- Шотландец по происхождению Эд Макилвенни был капитаном сборной на том матче, однако в фильме капитаном является коренной американец Уолтер Бар. По словам самого Бара, он действительно был капитаном сборной на протяжении 10 лет, однако во время чемпионата мира капитанская повязка сначала перешла к Харри Кио перед матчем с Испанией (он владел испанским языком), а затем к Макилвенни по решению главного тренера Уильяма Джеффри, который также был шотландцем. Бар выразил недоумение по поводу решения режиссёра[11], а вдова Эда, Шейла Макилвенни, и вовсе заявила, что не собиралась ждать ничего иного от голливудского режиссёра.
- Джо Гэтьенс в фильме показан чернокожим гаитянцем, исповедующим религию вуду. В реальности Гэтьенс имел немецкие и гаитянские корни, а по вероисповеданию был христианином-католиком, как и все гаитяне[12].
- Режиссёр перепутал в фильме факты биографий двух тёзок-англичан: Стэна Мортенсена и Стэнли Мэтьюза. В реальности, Стэнли Мэтьюз приезжал в США перед чемпионатом мира, но из-за травмы в Нью-Йорке не играл против сборной. Более того, Стэна Мортенсена в фильме поздравляют с хет-триком в финале Кубка Англии, который он оформил только в 1953 году[13].
- Американского паспорта, согласно фильму, не было только у Гэтьенса. В реальности паспортов не было ещё и у Джо Мака (бельгиец) и Эда Макилвенни (шотландец). Однако Мака спустя несколько лет получил гражданство[13].
- Ставки на победу сборной США в чемпионате мира действительно делались, и коэффициент на победу американцев составлял 500 (то есть если человек ставил доллар на победу сборной США в турнире, он выигрывал 500 долларов итого)[14].
- На матче против Англии присутствовали не 30 тысяч, а 10 тысяч человек[15], хотя некоторые из игроков сборной США выступали на Кубке наций Северной Америки 1949 года в Мексике в присутствии 60 тысяч человек[16].
- В фильме утверждается, что Стэнли Мэтьюз не играл против США по причине того, что отдыхал в Рио-де-Жанейро. На самом деле Мэттьюс был на стадионе в качестве зрителя, а Артур Дрюри, глава Футбольной ассоциации Англии, просто не захотел менять состав после игры против Чили[13].
- В фильме Фрэнк Борги вводит в игру мяч ударом ногой, однако в реальности он всегда бросал его рукой, а пробивал вместо него другой игрок[17].